# イソブチルアミン
イソブチルアミン（英: Isobutylamine）は、化学式C4H11Nで表される脂肪族アミンの一種。

## 生成
アンモニアと水素とイソプロパノールとの反応で生じる。天然には、一部の植物や藻類により自然発生する。

## 用途
有機合成化学や、殺虫剤の原料となる。

## 安全性
日本の消防法では第4類危険物第1石油類に分類される。空気との混合により爆発性の気体を生じる。水溶液はアルカリ性を示す。眼、皮膚、気道に対して腐食性があり、吸入すると肺水腫を起こすことがある。ニトロソ化反応を促進し、発癌物質を生成することがある。